# FSO 1300 Coupé
La FSO 1300 Coupé est un prototype de voiture de sport conçue par le constructeur polonais FSO en 1970. Elle est appelée la "Lotus Esprit polonaise".
Elle est construite à base de la Polski Fiat 125P, (dont elle garde la batterie, la suspension avant, les freins et les roues) mais beaucoup de ses composants proviennent de la Fiat 128, (notamment le moteur et la suspension arrière). Le volant vient de la Fiat X1/9, les poignées de portes sont reprises de la fiat 132.
La carrosserie en forme de cale d'épaisseur, conçue par Zbigniew Wattson est à la mode pour son époque. Elle est renforcée par deux poutres. Le tableau de bord, réalisé en matière plastique est bien équipé. À l'avant de l'habitacle se trouvent des sièges baquets et à l'arrière une banquette. Les principaux défauts de la voiture sont: survirage, petit coffre et faibles performances - le moteur arrière transversal ne fournit que 75 ch d'où une petite vitesse maximale - 140 km/h. Pour cette raison la voiture n'a jamais été fabriquée en série.

## Fiche technique
- moteur avec quatre cylindres en ligne de 1290 cm³ développant 75 ch à 6000 tr/min
- boîte de vitesses manuelle à 4 rapports
- empattement: 2200 mm
- nombre de places: 2+2
- vitesse maximale: 140 km/h
- consommation: 8l / 100 km